# Backpage
Backpage.com était un site web de petites annonces fondé en 2004 par le groupe de presse alternative New Times Inc./New Times Media (devenu ensuite Village Voice Media (en), VVM), concurrent de Craigslist.org.
Comme Craigslist, Backpage laissait aux utilisateurs la possibilité de télécharger des publicités dans des catégories comme : services à la personne, automobile, locations, emplois et services pour adultes. Il devient rapidement le deuxième plus grand site américain de petites annonces.
En 2010, Craigslist ferme sa catégorie « services pour adultes » devant la pression exercée par les procureurs généraux de l'État et d'autres critiques qui affirment que cette catégorie facilite la prostitution. Une grande part du marché aux annonces pour adultes migre de Craigslist vers d'autres sites ; Backpage est le principal bénéficiaire de l'opération.
Les personnes qui avaient critiqué Craigslist se tournent ensuite vers Backpage, qui résiste aux mouvements pour la censure du site jusqu'en janvier 2017 ; le site ferme ses pages pour adultes en amont d'une audience devant le Congrès des États-Unis (en).
Le 6 avril 2018, le département de la Justice des États-Unis annonce la saisie et la fermeture de Backpage dans le cadre d'un acte d'accusation comptant 93 chefs contre les sept anciens propriétaires et directeurs du site, qui doivent répondre d'actes consistant à faciliter la prostitution, qui sont interdits par le Travel Act (en), ainsi que de blanchiment d'argent et d'association de malfaiteurs (en). Le même jour, le site annonce que Backpage et ses affiliés ont été saisis par le Federal Bureau of Investigation, avec le concours de plusieurs autres organismes du gouvernement.
En juillet 2018, l'acte d'accusation est remplacé par un autre, qui contient 100 chefs. En août 2018, l'un des défendeurs accepte une négociation de peine. Les six autres défendeurs plaident non coupables de tous les chefs d'accusation et un procès de jurés commence le 1er septembre 2021.
Le 14 septembre 2021, la juge fédérale Susan Brnovich prononce l'annulation du procès, car l'accusation et ses témoins insistent excessivement sur la traite sexuelle des enfants alors que les défenseurs ne sont pas accusés de ce crime. Elle déclare que « il s'agit d'un fait que je ne peux écarter et que je n'écarterai pas », annonçant qu'une audition se tiendrait le 8 octobre.